# سیلویا مزانوته
سیلویا مزانوته (ایتالیایی: Silvia Mezzanotte؛ زادهٔ ۲۲ آوریل ۱۹۶۷ در بولونیا) خواننده اهل ایتالیا است. 
او در دوران فعالیتش، دو بار بین سال‌های ۱۹۹۹ و ۲۰۱۶، به گروه ماتیا بازار پیوست. نخستین بار از ۱۹۹۹ تا سال ۲۰۰۴ و بعدتر از سال ۲۰۱۰ تا ۲۰۱۶ که به صورت قطعی از گروه جدا شد. او در چهار آلبوم از گروه جنووزه (Genoese) حضور داشته است، در حالی که به عنوان تک‌خوان، دو آلبوم منتشر کرده است. او همچنین در برنامه‌های مختلف تلویزیونی شرکت کرده و چندین تور اجرای تئاتریکال داشته است.
مزانوته همراه با ماتیا بازار با آهنگ پیام عشق در جشنواره موسیقی سانرمو ۲۰۰۲ برنده جایزه اصلی شد.
او تا سال ۲۰۲۳،  ۳ آلبوم استودیویی و ۱۱ تک آهنگ به صورت انفرادی و ۵ آلبوم استودیویی ۱۱ تک آهنگ همراه با ماتیا بازار منتشر کرده است.